# Solar (cantora)
Kim Yongsun (em coreano: 김용선 (Hangul)/金容仙 (Hanja); romaniz.: Gim Yong-seon (Romanização revisada)/Kim Yongsŏn  (McCune-Reischauer)); nascida em Seul, Coreia do Sul, 21 de fevereiro de 1991), mais conhecida pelo seu nome artístico Solar (em coreano: 솔라; romaniz.: Sol-la (Romanização revisada)/Solla  (McCune-Reischauer)). Ela é popularmente conhecida por ser integrante do grupo feminino Mamamoo, que conquistou espaço no meio musical pela sua potência vocal, onde desempenha o papel de vocalista principal.

## Biografia
Solar nasceu em Gangseo-gu, Seul, Coreia do Sul, onde morava com seus pais e sua irmã mais velha, Kim Yong-hee. Em março de 2018, durante uma aparição no programa 1 vs. 100, Solar revelou que ela é tia do ator Kim Soo-ro. Ela se formou na Hanyang Women's University. Antes de tornar cantora sonhava ser comissária de bordo. Solar começou a gravar vídeos para o YouTube, o primeiro vídeo foi publicado em 16 de fevereiro de 2019.

## Carreira

### Pré-estreia
Antes da formação do Mamamoo, Solar fez um teste para várias gravadoras cantando a música "I Will Always Love You" de Whitney Houston antes de fazer o teste para a RBW.
Em 8 de junho de 2013, ela cantou a música "Wash Away" no programa Music Bank com a dupla sul-coreana de hip hop Geeks. No ano seguinte, ela e Wheein, sua colega de banda, fizeram um cover de "No Cool I'm Sorry" da dupla UV.

### 2014-presente: Debut e atividades solo
Solar fez sua estreia como membro do Mamamoo em junho de 2014, tornando-se a membro mais velha do grupo. Em 23 de outubro de 2015, a cantora lançou seu primeiro single solo, «Lived Like a Fool (바보 처럼 살았 군요)» como parte da série Solar Emotion.
Em 11 de dezembro, ela lançou um segundo single, «Only Longing Grows (그리움 만 쌓이네)», que foi incluído na mesma série.
Em junho de 2016, ela se tornou uma participante do We Got Married, ao lado de Eric Nam como seu parceiro. No final do ano, eles ganharam o prêmio de "Melhor Casal" no MBC Entertainment Awards.
Em 24 de abril de 2018, foi lançado o mini-álbum Solar Sensitivity Part.6, que apresentava remakes de canções populares coreanas. De 27 a 29 de abril, ela realizou seus primeiros shows da série Solar Emotion Concert Blossom na Ewha Womans University em Seul e dois meses depois em Busan..
Em 23 de Abril de 2020, estreou oficialmente como uma artista solo com o lançamento de "Spit It Out".
Após dois anos de sua estreia, em 16 de março de 2022, Solar lançou seu primeiro mini-álbum intitulado "容 : FACE", com a faixa título "HONEY". A artista participou da composição de quatro das cinco músicas do álbum, mostrando ser uma artista completa.

No mesmo ano, Solar fez sua estreia como atriz no musical 'Mata Hari', em 28 de maio, interpretando a personagem principal. Durante o espetáculo, ela forma um par romântico com o artista Changsub do grupo BTOB, contando a história da dançarina Mata Hari. Ela foi extremamente aclamada pelo seu desempenho no papel.

Em 30 de agosto de 2022, ela estreou na sub-unidade Mamamoo+, juntamente com a sua melhor amiga e colega de grupo, Moonbyul, com a música "Better".
 Em 30 de março a sub-unidade lançou seu primeiro mini álbum intitulado de Act I Scene I, contando com o pré-lançamento da música Chico Malo em sequência da title GGBB

## Discografia
| Título                                                                                   | Ano                    | Melhores posições nas paradas | Vendas (DL)            | Álbum                                |
| Título                                                                                   | Ano                    | KOR                           | Vendas (DL)            | Álbum                                |
| Como artista principal                                                                   | Como artista principal | Como artista principal        | Como artista principal | Como artista principal               |
| ---------------------------------------------------------------------------------------- | ---------------------- | ----------------------------- | ---------------------- | ------------------------------------ |
| "바보처럼 살았군요 (Lived Like A Fool)"                                                  | 2015                   | 43                            | - KOR: 68,433+         | Solar Emotion                        |
| "그리움만 쌓이네 (Only Longing Grows)"                                                   | 2015                   | 69                            | - KOR: 56,223+         | Solar Emotion                        |
| "꿈에 (In My Dreams)"                                                                    | 2016                   | 72                            | - KOR: 29,325+         | Solar Emotion                        |
| "행복을 주는 사람 (Happy People)"                                                        | 2017                   | 49                            | - KOR: 33,808+         | Solar Emotion                        |
| Colaborações                                                                             |                        |                               |                        |                                      |
| "Coffee & Tea" (com Eddy Kim)                                                            | 2015                   | 53                            | - KOR: 65,511+         | Dokkun Project Part.4                |
| "별 (Star)" (com Kim Min-jae)                                                            | 2015                   | 68                            | - KOR: 44,756+         | Twenty Again OST                     |
| "어제처럼 (Like Yesterday)" (com Moonbyul)                                               | 2015                   | 54                            | - KOR: 33,185+         | Two Yoo Project Sugar Man OST Part.6 |
| "Angel" (com Wheein)                                                                     | 2016                   | 26                            | - KOR: 80,597+         | Memory                               |
| "꿀이 떨어져 (Mellow)" (com Hwang Chi-yeul)                                              | 2016                   | 48                            | - KOR: 44,110+         | Fall In, Girl Vol.2                  |
| "Honey Bee" (com Luna e Hani                                                             | 2017                   | 38                            | - KOR: 66,910+         | Lançamento sem álbum                 |
| "Promise U" ( com Moonbyul)                                                              | 2021                   | 19                            | -                      | Lançamento sem álbum                 |
| Como artista convidado                                                                   |                        |                               |                        |                                      |
| "Love Again" Yang Da-il feat. Solar                                                      | 2016                   | —                             | - KOR: 23,029+         | Lançamento sem álbum                 |
| "—" indica lançamentos que não figuraram nas paradas ou não foram lançados nessa região. |                        |                               |                        |                                      |

### EPs
- Solar's Emotion Part 6 (2018)
- 容 : FACE (2022)
- COLOURS (2024)

## Filmografia

### Séries de televisão
| Ano  | Emissora   | Título        | Papel                        |
| ---- | ---------- | ------------- | ---------------------------- |
| 2015 | MBC Every1 | Imaginary Cat | Jung Soo-in (Episódio 2 e 5) |

### Programas de variedades
| Ano  | Emissora | Título              | Notas                                             |
| ---- | -------- | ------------------- | ------------------------------------------------- |
| 2015 | MBC      | King of Mask Singer | Episódios 21 e 22 como "Single Hearted Sunflower" |
| 2016 | MBC      | We Got Married      | Episódios 316–348 com Eric Nam                    |

### Peças de Teatro
| Ano  | Título              | Papel     | Produtora          |
| ---- | ------------------- | --------- | ------------------ |
| 2022 | Mata Hari           | Mata Hari | EMK Musical        |
| 2024 | Notre Dame de Paris | Esmeralda | Mast Entertainment |

## Prêmios e indicações
| Ano  | Prêmio                   | Categoria                           | Trabalho indicado | Resultado |
| ---- | ------------------------ | ----------------------------------- | ----------------- | --------- |
| 2016 | MBC Entertainment Awards | Female Rookie Award in Variety Show | We Got Married    | Indicado  |
| 2016 | MBC Entertainment Awards | Best Couple (com Eric Nam)          | We Got Married    | Venceu    |